# Назаретская баптистская церковь
Назаретская баптистская церковь (англ. Nazareth Baptist Church) — пятидесятническая церковь, базирующаяся в ЮАР. Насчитывает 4 млн верующих. За пределами ЮАР общины церкви можно встретить в Эсватини, Мозамбике и Малави. Свыше половины верующих проживают в южноафриканской провинции Квазулу-Натал. 
Церковь также известна как «Назаретская церковь», «Церковь Шембе», «Ама-назаряне».
Церковь относится к африканским независимым пятидесятническим церквам.

## История
Церковь была основана Исайей Шембе (ок. 1869–1935) в 1910 году. Крещённый баптистскими миссионерами в 1900 году, Шембе стал странствующим проповедником среди зулу. В 1910 году Шембе, по собственным утверждениям, получил «дар исцеления» и «изгнания бесов» и покинул баптистскую церковь. Основав Назаретскую баптистскую церковь, Шембе оставался её бессменным руководителем вплоть до своей смерти в 1935 году. На могиле Шембе был сооружён мавзолей, а городок его погребения — Экупхакамени (провинция Квазулу-Натал) стал штаб-квартирой организации.
После смерти основателя, лидером группы стал его сын — Йоханнес Галилее Шембе (1904-1975). Смерть Шембе-второго в 1975 году вызвала длительную борьбу за власть в церкви, сопровождающуюся многочисленными расколами. Ныне действующая группа избрала своим руководителем Амоса Шембе (1907-1995), младшего сына Исайи Шембе. Во времена лидерства Амоса в церкви усилились евангельские тенденции; движение приняло форму ортодоксальной христианской деноминации, подчёркивая важную роль Библии и личности Иисуса Христа.
О влиянии церкви говорит тот факт, что на похоронах Амоса Шембе в 1995 году присутствовал президент ЮАР Нельсон Мандела.

## Вероучение и практика
Главным вероучительным документом церкви является Библия, но основной акцент сделан на её первую часть — Ветхий Завет. В церкви широко распространены ветхозаветные законы и практики. В качестве дня богослужения выбрана суббота. Мужчины в церкви проходят обряд обрезания, на всех участников движения распространяются ветхозаветные законы о нечистой пищи (в том числе запрещающие употребление свинины). Также, в церкви категорически запрещены употребление алкоголя и курение табака. Веря в возможность божественного исцеления, верующие Назаретской баптистской церкви не пользуются лекарствами. 
Во время богослужения, прихожане церкви обязаны снимать обувь. Женщины поклоняются отдельно от мужчин, при этом головы незамужних девушек должны быть покрыты платком. Пение гимнов (сочинённых Исайей Шембе) сопровождается танцами, схожими с традиционными зулусскими. Вечеря Господня происходит вместе с обрядом омовения ног.
В церкви разрешено многожёнство (Исайя Шембе имел 4 жены).
В начале каждого нового года около миллиона последователей Назаретской баптистской церкви отправляются в трёхдневное паломничество на гору, на которой в 1916 году основатель Шембе «встретил Бога».

## Интересные факты
- Экологи критикуют Назаретскую баптистскую церковь за традицию использования шкур леопардов[5].

- Во время Чемпионата мира по футболу активисты церкви утверждали, что вувузела является изобретением Шембе, и использовалась во время церковных богослужений. На основании этого они угрожали сторонникам игры в вувузелу судебными исками[6].